# WTS Warszawa
Warszawskie Towarzystwo Speedwaya – stowarzyszenie powstałe w 2007 roku, jego głównym celem jest reaktywacja sportu żużlowego w Warszawie.

## Historia
W 2010 roku stowarzyszenie otrzymało licencję Polskiego Związku Motorowego uprawniającą do startu w rozgrywkach krajowych. W sezonie 2011 drużyna WTS Nice Warszawa została zgłoszona do rozgrywek młodzieżowych drużynowych mistrzostw Polski oraz młodzieżowych mistrzostw Polski par klubowych. 18 maja 2011 roku, po ośmiu latach przerwy, zespół żużlowy z Warszawy (w tym przypadku młodzieżowy) powrócił na żużlową mapę Polski – WTS Nice Warszawa zwyciężył w półfinale MMPPK na torze w Poznaniu. W sezonie 2011 drużynę reprezentowali bracia Przemysław i Piotr Pawliccy oraz Patryk Braun i Adrian Gała. Trenerem był Stanisław Miedziński, natomiast kierownikiem drużyny Wojciech Jankowski.

## Osiągnięcia

### Krajowe
Poniższe zestawienia obejmują osiągnięcia klubu oraz indywidualne osiągnięcia zawodników w rozgrywkach pod egidą PZM oraz GKSŻ.

#### Mistrzostwa Polski
Młodzieżowe drużynowe mistrzostwa Polski
- 3. miejsce (2): 2011, 2012

Młodzieżowe mistrzostwa Polski par klubowych
- 1. miejsce (1): 2011
- 3. miejsce (1): 2012